# Soavinandriana (Analamanga)
Soavinandriana é uma cidade e comuna de Madagascar, pertencente ao distrito de Manjakandriana, na região de Analamanga. Sua população, segundo o censo de 2001, era de 3 336 habitantes.